# Ana Rujas
Ana Rujas Guerrero, née à Madrid le 14 mai 1989, est une actrice de théâtre, cinéma et télévision, écrivaine, modèle et scénariste espagnole, connue pour être la créatrice, autrice et protagoniste de la série Cardo (2022), et par son rôle dans la série La Mesías (2023) de Javier Ambrossi et Javier Calvo.

## Biographie
Elle naît et grandit dans le quartier madrilène de Carabanchel. Elle travaille comme mannequin afin de pouvoir étudier l'art dramatique auprès du metteur en scène argentin Juan Carlos Corazza.
Elle perce en tant qu'actrice avec la série 90-60-90, diario secreto de una adolescente (2009).

## Filmographie choisie

### Cinéma
- 2012 : Summertime de Norberto Ramos del Val : Sonia
- 2015 : Disco Inferno d'Alice Waddington
- 2017 : Toc Toc de Vicente Villanueva : Natalia

### Télévision
- 2008 : Compte à rebours : la fille du passé
- 2009 : 90-60-90, diario secreto de una adolescente : África Villalba
- 2011 : Hispania, la leyenda : Stena
- 2011 : Ange ou démon : Mamen
- 2012-2013 : Arrayán : Esther
- 2016 : Paquita Salas : une actrice de théâtre
- 2017 : La que se avecina : Anastasia
- 2019 : Derecho a soñar : la fiancée de Luis
- 2021 -2023 : Cardo : María Hernández
- 2023 : La Mesías : Montserrat Baró jeune

## Distinctions
- 9e cérémonie des prix Feroz : prix de la meilleure actrice de télévision pour Cardo
- 11e cérémonie des prix Feroz : nomination au prix de la meilleure actrice de télévision pour La Mesías